# UCI Europe Tour 2012
De UCI Europe Tour 2012 was de achtste uitgave van de UCI Europe Tour, een van de vijf Continentale circuits van de UCI. Deze competitie omvatte meer dan 300 wedstrijden, en liep van 29 januari 2012 tot en met 21 oktober 2012.
Dit is een overzichtspagina met klassementen, ploegen en de winnaars van de belangrijkste UCI Europe Tour-wedstrijden in 2012.

## Uitslagen belangrijkste wedstrijden
Zijn opgenomen in deze lijst: alle wedstrijden van de UCI Europe Tour-kalender van de categorieën 1.HC, 1.1, 2.HC en 2.1 en de Europese wedstrijden van de UCI Nations Cup U23 / 2012.

### Januari
| Datum | Wedstrijd          | Categorie | Winnaar         | Etappewinnaars |
| ----- | ------------------ | --------- | --------------- | -------------- |
| 29    | GP La Marseillaise | 1.1       | Samuel Dumoulin |                |

### Februari
| 1  | Nacer Bouhanni      |
| 2  | Marcel Kittel       |
| 3  | Pierre Rolland      |
| 4  | Marco Marcato       |
| 5a | Stéphane Poulhiès   |
| 5b | Jérôme Coppel (ITT) |

| 1 | Jonathan Tiernan-Locke |
| 2 | Michel Kreder          |
| 3 | Michel Kreder          |
| 4 | Jonathan Tiernan-Locke |

| 1 | Elia Viviani |
| 2 | Elia Viviani |

| 1 | Gianni Meersman       |
| 2 | Edvald Boasson Hagen  |
| 3 | Richie Porte          |
| 4 | Gerald Ciolek         |
| 5 | Bradley Wiggins (ITT) |

| 1 | Romain Hardy           |
| 2 | Jonathan Tiernan-Locke |

| Proloog | Patrick Gretsch (ITT) |
| 1       | Javier Ramirez Abeja  |
| 2       | Alejandro Valverde    |
| 3       | Óscar Freire          |
| 4       | Daniel Moreno         |

### Maart
| Proloog | Michał Kwiatkowski (ITT) |
| 1       | Francesco Chicchi        |
| 2       | Arnaud Démare            |

| 1 | Nairo Quintana  |
| 2 | Aleksandr Serov |

| 1  | Andrea Palini     |
| 2a | Elia Viviani      |
| 2b | Team NetApp (TTT) |
| 3  | Diego Ulissi      |
| 4  | Diego Ulissi      |
| 5  | Jan Bárta         |

| 1 | Florian Vachon   |
| 2 | Cadel Evans      |
| 3 | Pierrick Fédrigo |

| 1  | Peter Sagan            |
| 2  | Marcel Kittel          |
| 3a | Alexander Kristoff     |
| 3b | Sylvain Chavanel (ITT) |

### April
| 1  | Denis Galimzjanov    |
| 2a | Michel Kreder        |
| 2b | Luke Durbridge (ITT) |
| 3  | Francisco Ventoso    |
| 4  | Thomas Dekker        |

| 1 | Manuel Cardoso    |
| 2 | Luis León Sánchez |
| 3 | Yelko Gomez       |

| 1 | BMC Racing Team (TTT)       |
| 2 | Damiano Cunego              |
| 3 | Domenico Pozzovivo          |
| 4 | John Darwin Atapuma Hurtado |

| 1 | Enrico Barbin              |
| 2 | Youcef Reguigui            |
| 3 | Francesco Manuel Bongiorno |
| 4 | Jay McCarthy               |
| 5 | Axel Domont                |

| 1 | Theo Bos          |
| 2 | André Greipel     |
| 3 | Ivajlo Gabrovski  |
| 4 | Mark Renshaw      |
| 5 | Andrea Di Corrado |
| 6 | Sacha Modolo      |
| 7 | Iljo Keisse       |
| 8 | Theo Bos          |

| 1  | Alejandro Marque   |
| 2a | Jesús Herrada      |
| 2b | Jon Izagirre (ITT) |
| 3  | Rémy Di Grégorio   |

### Mei
| 1 | Marko Kump       |
| 2 | Marek Rutkiewicz |
| 3 | Tino Thömel      |
| 4 | Radoslav Rogina  |

| 1 | John Degenkolb   |
| 2 | John Degenkolb   |
| 3 | Jimmy Engoulvent |
| 4 | Zdeněk Štybar    |
| 5 | Matteo Pelucchi  |

| Proloog | Jonathan Castroviejo |
| 1       | Sergej Firsanov      |

| 1 | John Degenkolb   |
| 2 | Kenny van Hummel |
| 3 | John Degenkolb   |

| 1 | Jonas Ahlstrand      |
| 2 | Raymond Kreder       |
| 3 | Aidis Kruopis        |
| 4 | Edvald Boasson Hagen |
| 5 | Russell Downing      |

| 1 | Nacer Bouhanni    |
| 2 | Francesco Lasca   |
| 3 | Sébastien Hinault |
| 4 | Danilo Napolitano |
| 5 | Steven Tronet     |

| 1 | André Greipel             |
| 2 | André Greipel             |
| 3 | André Greipel             |
| 4 | Tony Martin               |
| 5 | Carlos Alberto Betancourt |

| 1 | Alessandro Petacchi |
| 2 | Michael Rogers      |
| 3 | Alessandro Petacchi |
| 4 | Michael Rogers      |
| 5 | Alessandro Petacchi |

| Proloog | Jimmy Engoulvent |
| 1       | André Greipel    |
| 2       | André Greipel    |
| 3       | Wout Poels       |
| 4       | Jürgen Roelandts |

### Juni
| 1 | Marcel Kittel |
| 2 | André Greipel |
| 3 | Lars Boom     |
| 4 | Marcel Kittel |

| 1 | Simone Ponzi       |
| 2 | Daryl Impey        |
| 3 | Domenico Pozzovivo |
| 4 | Kristjan Koren     |

| 1 | Stéphane Poulhiès |
| 2 | Arnaud Démare     |
| 3 | Nairo Quintana    |
| 4 | Manuel Belletti   |

### Juli
| 1 | Alessandro Bazzana |
| 2 | Danilo di Luca     |
| 3 | Sacha Modolo       |
| 4 | Jakob Fuglsang     |
| 5 | Fabio Taborre      |
| 6 | Sacha Modolo       |
| 7 | Marco Pinotti      |
| 8 | Daniele Colli      |

| 1 | Jeff Vermeulen   |
| 2 | André Schulze    |
| 3 | André Schulze    |
| 4 | Adrian Honkisz   |
| 5 | Bartosz Huzarski |
| 6 | Vitaly Popkov    |

| 1 | Nacer Bouhanni    |
| 2 | Danilo Napolitano |
| 3 | Giacomo Nizzolo   |
| 4 | Danilo Napolitano |
| 5 | Danilo Napolitano |

### Augustus
| 1 | Adam Blythe     |
| 2 | Kenny Elissonde |

| 1 | Daniel Moreno  |
| 2 | Daniel Moreno  |
| 3 | Matti Breschel |
| 4 | Paul Martens   |
| 5 | Esteban Chaves |

| 1  | Jawhen Hoetarovitsj           |
| 2a | Jawhen Hoetarovitsj           |
| 2a | Omega Pharma-Quick Step (TTT) |
| 3  | Daniel Navarro                |
| 4  | Andrew Talansky               |
| 5  | Thibaut Pinot                 |

| 1 | Jure Kocjan         |
| 2 | Evaldas Šiškevičius |
| 3 | Jure Kocjan         |
| 4 | Jérémy Roy          |

| Proloog | Reinardt Janse van Rensburg |
| 1       | Jay Robert Thomson          |
| 2       | Francesco Lasca             |
| 3       | César Fonte                 |
| 4       | Rui Sousa                   |
| 5       | Sérgio Ribeiro              |
| 6       | Jason McCartney             |
| 7       | Kai Reus                    |
| 8       | David Blanco                |
| 9       | Alejandro Marque            |
| 10      | Reinardt Janse van Rensburg |

| 1 | Aidis Kruopis     |
| 2 | Aidis Kruopis     |
| 3 | Luke Durbridge    |
| 4 | Giacomo Nizzolo   |
| 5 | Francisco Ventoso |

| 1 | André Greipel        |
| 2 | André Greipel        |
| 3 | Lars Petter Nordhaug |
| 4 | Alexander Kristoff   |
| 5 | Lieuwe Westra        |
| 6 | Mark Cavendish       |

| Proloog | Jay McCarthy       |
| 1       | Silvan Dillier     |
| 2       | Moreno Hofland     |
| 3       | Lukas Pöstlberger  |
| 4       | Warren Barguil     |
| 5       | Alexej Loetsenko   |
| 6       | Sergej Pomosjnikov |

| 1 |
| 2 |
| 3 |
| 4 |

| 1 | Tom Boonen |
| 2 | Theo Bos   |

### September
| 1A | Enrico Rossi      |
| 1B | Colnago-CSF Inox  |
| 2  | Sacha Modolo      |
| 3  | Oscar Gatto       |
| 4  | Vincenzo Nibali   |
| 5  | Carlos Betancourt |

| 1 | Luke Rowe      |
| 2 | Leigh Howard   |
| 3 | Mark Cavendish |
| 4 | Mark Cavendish |
| 5 | Marc de Maar   |
| 6 | Leopold König  |
| 7 | Pablo Urtasun  |
| 8 | Mark Cavendish |

| 1 | Jürgen Roelandts |
| 2 | Marcel Kittel    |
| 3 | Marcel Kittel    |
| 4 | Nacer Bouhanni   |

### Oktober
| Datum | Wedstrijd                    | Categorie | Winnaar        | Etappewinnaars |
| ----- | ---------------------------- | --------- | -------------- | -------------- |
| 2     | Memorial Frank Vandenbroucke | 1.1       | Adam Blythe    |                |
| 3     | Ronde van het Münsterland    | 1.HC      | Marcel Kittel  |                |
| 4     | Parijs-Bourges               | 1.1       | Florian Vachon |                |
| 4     | Coppa Sabatini               | 1.1       | Fabio Duarte   |                |
| 6     | Ronde van Emilia             | 1.HC      | Nairo Quintana |                |
| 7     | GP Beghelli                  | 1.1       | Nicki Sørensen |                |
| 7     | Parijs-Tours                 | 1.HC      | Marco Marcato  |                |
| 9     | Nationale Sluitingsprijs     | 1.1       | Wim Stroetinga |                |
| 14    | Ronde van de Vendée          | 1.HC      | Wesley Kreder  |                |
| 21    | Chrono des Nations           | 1.1       | Tony Martin    |                |

## Professionele continentale ploegen 2012
In december 2011 werden de 22 professionele continentale ploegen bekendgemaakt door de UCI, 17 daarvan hebben een Europese licentie en rijden dus in de UCI Europe Tour 2012.

## Eindstanden
| Rang | Renner                      | Punten |
| ---- | --------------------------- | ------ |
| 1    | John Degenkolb              | 596    |
| 2    | Marcel Kittel               | 511    |
| 3    | Jonathan Tiernan-Locke      | 478,2  |
| 4    | Marko Kump                  | 465    |
| 5    | Danilo Di Luca              | 410.2  |
| 6    | Julien Simon                | 399    |
| 7    | Samuel Dumoulin             | 394    |
| 8    | Domenico Pozzovivo          | 387,8  |
| 9    | Carlos Betancur             | 369    |
| 10   | Reinardt Janse van Rensburg | 349    |

| Rang | Ploegen            | Punten  |
| ---- | ------------------ | ------- |
| 1    | Saur-Sojasun       | 1667    |
| 2    | Argos-Shimano      | 1615    |
| 3    | Acqua & Sapone     | 1495    |
| 4    | Androni Giocattoli | 1482,4  |
| 5    | Itera-Katjoesja    | 1254    |
| 6    | Endura Racing      | 1161,2  |
| 7    | Cofidis            | 1149    |
| 8    | Europcar           | 1105    |
| 9    | Team NetApp        | 1102,55 |
| 10   | Adria Mobil        | 1044    |

| Rang | Land                | Punten  |
| ---- | ------------------- | ------- |
| 1    | Italië              | 3054    |
| 2    | Frankrijk           | 2734    |
| 3    | Duitsland           | 2650,83 |
| 4    | Slovenië            | 2013    |
| 5    | Rusland             | 1840,5  |
| 6    | België              | 1639    |
| 7    | Nederland           | 1383,34 |
| 8    | Polen               | 1194,6  |
| 9    | Spanje              | 1026,2  |
| 10   | Verenigd Koninkrijk | 922.65  |

| Rang | Land       | Punten  |
| ---- | ---------- | ------- |
| 1    | Italië     | 1355    |
| 2    | Nederland  | 1213,21 |
| 3    | Frankrijk  | 883     |
| 4    | België     | 842     |
| 5    | Rusland    | 615     |
| 6    | Duitsland  | 406,5   |
| 7    | Slovenië   | 397     |
| 8    | Litouwen   | 359     |
| 9    | Denemarken | 346     |
| 10   | Luxemburg  | 293     |

2005 · 
2006 · 
2007 · 
2008 · 
2009 · 
2010 · 
2011 · 
2012 · 
2013 · 
2014 · 
2015 · 
2016 · 
2017 ·
2018 ·
2019 ·
2020 ·
2021 ·
2022 ·
2023 ·
2024 ·
2025
Belangrijkste etappewedstrijden

Internationaal Wegcriterium · Driedaagse Brugge-De Panne · Ronde van de Alpen · Vierdaagse van Duinkerke · Ronde van Beieren · Ronde van Noorwegen · Ronde van België · Ronde van Luxemburg · Ronde van Oostenrijk · Ronde van Wallonië · Ronde van Burgos · Ronde van Denemarken · Arctic Race of Norway · Ronde van Groot-Brittannië
Belangrijkste eendaagse wedstrijden

Trofeo Laigueglia · GP Lugano · GP Nobili Rubinetterie · Dwars door Vlaanderen · Scheldeprijs · Brabantse Pijl · GP Kanton Aargau · Brussels Cycling Classic · GP Fourmies · Primus Classic Impanis-Van Petegem · Ronde van de Drie Valleien · Milaan-Turijn · Ronde van Piemonte · Ronde van het Münsterland · Ronde van Emilia · Parijs-Tours · GP Bruno Beghelli